# 美国家庭滑稽录像
《美国家庭滑稽录像》（英語：America's Funniest Home Videos，简称AFV或AFHV），为美國廣播公司（ABC）的一个综艺节目，1990年1月14日開播，源自日本TBS電視台綜藝節目《加藤茶志村健搞笑電視》。现任主持人为阿方索·里贝罗（Alfonso Ribeiro），是第四代，現行播映時間為每周日19：00～20：00（美國東岸時間）。

## 簡介
《美国家庭滑稽录像》一般为由主持人首先进行开场性的小幽默，之后播放一些幽默、搞笑的影像。所有影像均接收自美国人自行以家用攝影機拍攝後投稿的家庭影像。影像大部分包括糗事。该节目目前在其中也穿插了很多互动环节。另外，该节目定期对优秀影片进行不等奖金的奖励，也是该节目较受欢迎的原因之一。
《美国家庭滑稽录像》的台灣公開播映權由中國電視公司率先取得，譯名為《歡笑一籮筐》，首播期間為1990年8月19日至1995年4月1日，以雙語播映（主聲道為國語配音，副聲道為英語原音），共158集，曾設有主持人王麗玲與李方。至於台灣有線電視，新視國際頻道、國寶衛視太陽台、國寶衛視、超級太陽台、太陽衛視、春暉電影台都曾播映該節目，國寶衛視以英語原音播出。
《美国家庭滑稽录像》在香港由无线电视取得播放权，譯名為《笑笑小電影》，于每周六晚8:00在明珠台播映英語原音版，翡翠台亦曾播映過香港粵語配音版；亦於myTV SUPER提供節目重溫，集數上傳7天後會刪除。

## 外部連結
- 美國廣播公司《美国家庭滑稽录像》官方網站 (失效連結)
- 美國廣播公司《美国家庭滑稽录像》官方網站 (最新 第30季) （页面存档备份，存于）
- IMDB收錄的《美国家庭滑稽录像》相关资料 （页面存档备份，存于）
- 滑稽搞笑影片 網路特搜 （页面存档备份，存于）